# Gartnanoul

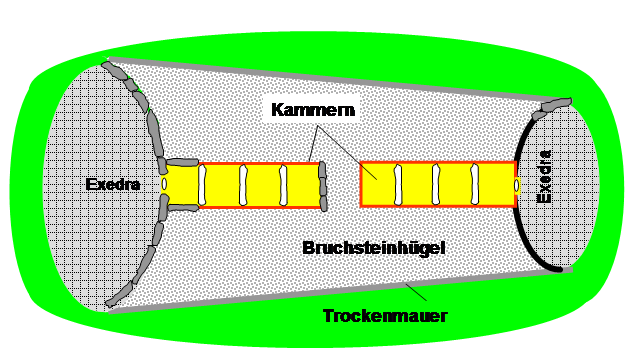
Schema eines Dual Court Tombs

Das Dual-Court Tomb von Gartnanoul (irisch Gort na nAbhall) liegt östlich von Killeshandra nahe dem Seenkomplex des Lough Oughter und einer Straße im „Killykeen Forest Park“ in der Baronie „Loughtee Upper“ (irisch Lucht Tí Uachtarach) im County Cavan in Irland. Court Tombs gehören zu den megalithischen Kammergräbern (englisch chambered tombs) der Insel. Sie werden mit etwa 400 Exemplaren überwiegend in Ulster im Norden der Republik Irland beziehungsweise in Nordirland gefunden. 
Das Court Tomb ist über 25 m lang und gut erhalten. Der nördliche Hof (englisch court) ist etwa 4,0 m breit und 3,0 m tief. Er erschließt eine etwa 4,0 m lange Galerie, die durch einen niedrigen Stein in zwei Kammern unterteilt ist. Etwa 10,0 m entfernt liegt die sehr ähnlich gestaltete südliche Galerie. Weder die Decksteine noch Teile des Cairns sind erhalten. 
Etwa 6,0 km südöstlich liegt das zerstörte Dual-Court Tomb von Drumhart.